# Saison 2016-2017 du FC Lorient
 (26 avril 2022).
Maillots
Chronologie
Saison précédente Saison suivante
La saison 2016-2017 du FC Lorient est la 13e saison du club en Ligue 1, la 11e consécutivement. Elle voit le club s'engager dans trois compétitions que sont la Ligue 1, la Coupe de France, et la Coupe de la Ligue.

## Tactique

### En Ligue 1
| 4-4-2 (à 13 reprises) Lecomte (C) Rose Touré Koffi Le Goff Mesloub Cafù Philippoteaux Fofana Moukandjo Waris | 4-1-4-1 (à 16 reprises) Lecomte (C) Rose Touré Koffi Le Goff Cafù Mesloub Philippoteaux Moukandjo Waris Ndong | 4-3-3 (à 3 reprises) Delecroix Touré (C) Ciani Moreira Le Goff Lautoa Mvuemba Waris Philippoteaux Aliadière Cafù | 4-2-3-1 (à 4 reprises) |

## Avant-saison

### Contexte d'avant-saison
Sylvain Ripoll réussit une seconde fois à maintenir le FCL en Ligue 1. Pour cette saison 2016-2017 de Ligue 1, la direction du club morbihannais décide de retirer sa célèbre mais toutefois controversée pelouse synthétique, très usée depuis son inauguration en 2010, à la faveur d'une pelouse hybride ayant déjà été adoptée par de nombreux clubs comme le Paris Saint-Germain ou l'Olympique de Marseille. Cette dernière est choisie dans le but d'offrir une meilleure résistance aux intempéries et une meilleure souplesse.

### Stages
Les stages du FC Lorient ont lieu du 4 juillet au 14 juillet 2016 à Stans en Autriche puis du 1er au 3 août à Ploemel.

### Matchs amicaux

#### Matchs d'intersaison
Avant de se lancer dans cette saison 2016-2017 de Ligue 1, le FC Lorient s'échauffe en affrontant trois équipes de Ligue 1 entre le 9 juillet et le 6 août 2016. 

#### Trêves internationales
Pendant la 1re trêve internationale de la saison, le FC Lorient affronte le Stade brestois en amical au Moustoir.

## Saison Ligue 1

### Déroulement de la saison 2016-2017

#### Journées 1 à 4 - Lorient dans le rouge
Le FC Lorient commence sa saison 2016-2017 de Ligue 1 le 13 août 2016, plus d'un mois après l'Euro 2016 de football s'étant déroulé en France. Au stade Michel d'Ornano, le SM Caen accueille les Merlus. Le club morbihannais a pour ambition de terminer dans la première moitié de classement de Ligue 1 et s'offrir une saison plus sereine. Et le FCL commence ce début de saison en fanfare. En effet, à l'image du doublé de Moukandjo dans les 20 premières minutes, le premier de cette saison de Ligue 1, les hommes de Sylvain Ripoll dominent le début de match. Mais l'expulsion de Zargo Touré quelques minutes plus tard va littéralement changer la donne puisque les Caennais vont réduire le score puis égaliser avant la mi-temps. La dynamique est donc pour l'équipe de Patrice Garande et la persévérance de ses joueurs, notamment Ivan Santini, va permettre à Caen de remporter le match dans les cinq dernières minutes. La désillusion est grande pour le FC Lorient mais ce match est porteur d'espoir, notamment sur le plan offensif et la forme de Benjamin Moukandjo.
Le premier match à domicile de la saison se joue contre le SC Bastia. Cette rencontre démarre très mal pour le FCL puisque Bastia ouvre le score à la 25e minute et bénéficie d'une supériorité numérique après l'exclusion de Ndong après la 30e minute. Dès lors, le club corse déroule et à la suite d'une nouvelle expulsion de Jeannot (le 3e carton rouge en deux matchs, fait inédit dans l'histoire du club morbihannais en Ligue 1), il va inscrire un troisième but synonyme de déroute pour les Merlus. Ceux-ci chutent à la 19e place du classement et l'inquiétude commence à occuper les esprits lorientais.
Pour leur dernier match d'août, le FCL se rend au stade Vélodrome pour y affronter l'Olympique de Marseille. Ce match entre deux équipes ayant raté leur début du mois d'août s'annonce important dans l'optique de rechercher un premier résultat positif pour pouvoir se lancer dans cette saison. L'OM commence mieux le match et voit logiquement Rémy Cabella ouvrir le score dès la 19e minute. L'équipe de Franck Passi se révèle séduisante et Cabella va même offrir à Gomis le but du break vingt minutes avant la fin de la rencontre. Les Merlus ne reviendront pas et ils auront beaucoup à jouer après la trêve internationale contre la lanterne rouge, l'AS Nancy-Lorraine.
Le 10 septembre 2016 se joue un match capital pour Lorient au Moustoir face à l'ASNL. En effet, les hommes de Ripoll n'ont aucune autre option que de gagner ce match pour véritablement se rassurer, respirer et quitter la zone de relégation. Dès le début de match, le FC Lorient met la pression sur la défense nancéienne et les bonnes intentions sont du côté des locaux. Mais l'incapacité de ces derniers à ouvrir le score va leur être préjudiciable puisque les Lorrains marquent à la demi-heure de jeu. Les Tango et Noir sont impuissants et ne pourront pas égaliser face à ces nancéiens venus pour jouer. Pire, Maurice-Junior Dalé inscrit le bus du chaos à la 88e minute et enfonce le FCL. L'ASNL et le FCL s'échangent leurs places au détriment du club morbihannais, seul club de Ligue 1 n'ayant pas obtenu de point. Les Merlus sont également les premiers à avoir atteint le triste total de 10 buts encaissés dans cette saison.

#### Journées 5 à 8 - Du mieux pour les Lorientais

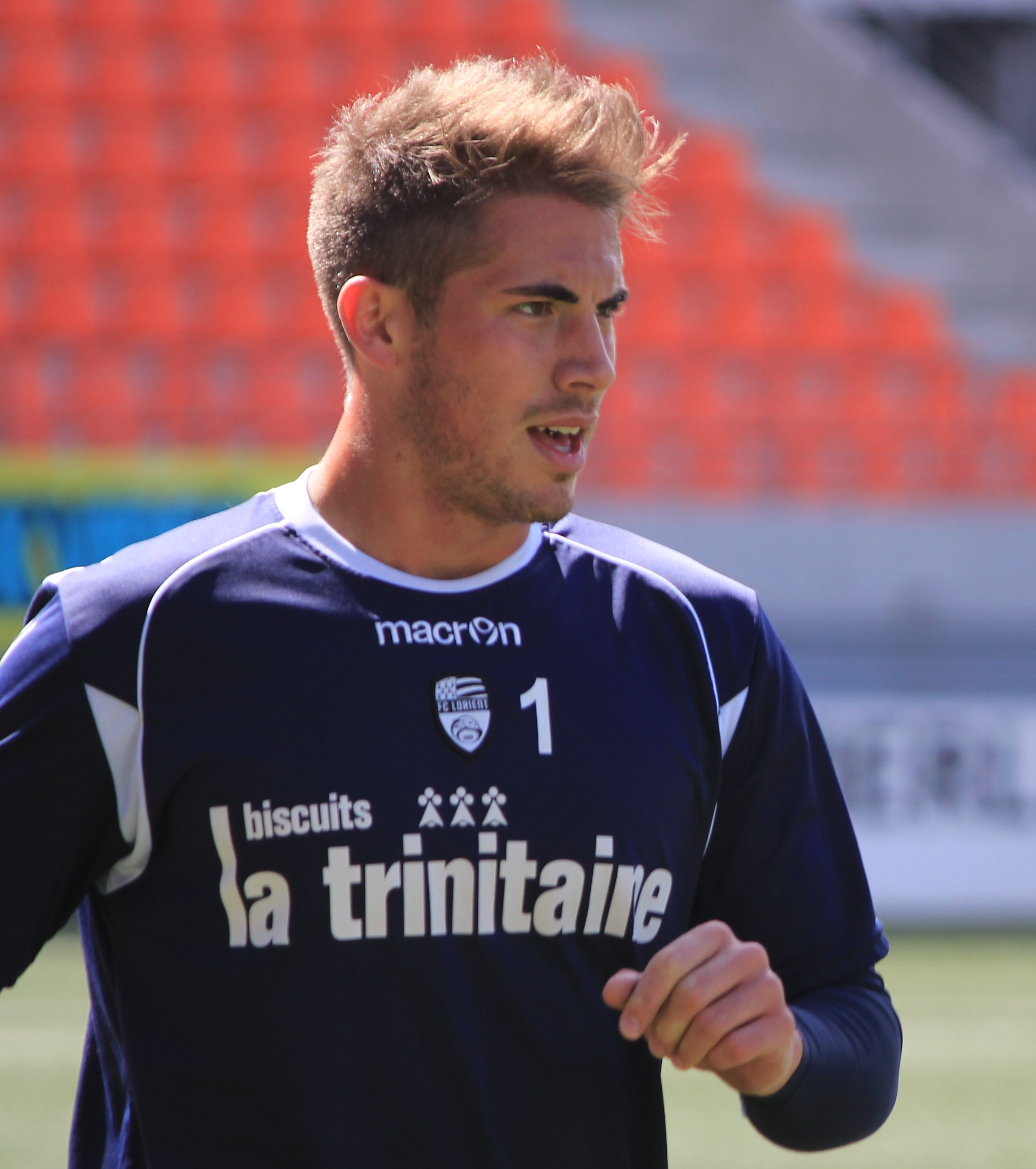
Nouveau match exceptionnel de Benjamin Lecomte, auteur de parades de très grande classe contre l'Olympique lyonnais et un des principaux acteurs de la victoire lorientaise au Moustoir (1-0).

Après ces quatre défaites consécutives, le temps est à la réaction pour le FC Lorient. Le club affronte le Lille OSC, autre équipe en méforme, au Moustoir pour le compte de la 5e journée. Après une première période vierge, marquée par de nombreux déchets techniques de part et d'autre, les Merlus prennent l'ascendant à un quart d'heure de la fin du match sur un pénalty généreux accordé par Karim Abed à la suite d'une main involontaire de Sunzu. Celui-ci est transformé par Moukandjo et le FCL tient sa première victoire et ses premiers points dans cette saison. Il revient à un point de son adversaire du jour.
Souhaitant enchaîner les bons résultats, le FCL se rend à Guingamp dans l'optique de quitter leur place de lanterne rouge. L'En Avant, à la suite d'un mois d'août exceptionnel, semble marquer le pas et rentrer dans le ventre mou. Néanmoins, ce sont les Costarmoricains qui dominent la rencontre, se procurant les occasions les plus dangereuses. Ils obtiennent un pénalty logique après une faute de Selemani sur Marçal à la 64e minute que Briand finit par transformer. Les Lorientais ne parviennent pas à égaliser et concède donc une 5e défaite en 6 matchs.
Seulement trois jours après cette défaite, les Merlus reçoivent l'Olympique lyonnais, qui reste sur une victoire 5 à 1 contre le Montpellier HSC. L'OL part donc favori et il s'agit de limiter la casse pour les joueurs de Sylvain Ripoll. Le club rhodanien endosse et assume ce statut de favori durant la première période et la défense lorientaise se retrouve acculée par les offensives lyonnaises. Celles-ci se confrontent cependant à un Benjamin Lecomte très en forme et vigilant, réalisant de nombreuses parades permettant au FCL de rentrer au vestiaire avec le score de 0-0. Les Tango et Noir reviennent avec de meilleures intentions en deuxième mi-temps et sur un centre de Barthelmé, Jimmy Cabot inscrit d'une reprise de volée millimétrée le premier but de la rencontre à la 51e minute de jeu. Les hommes de Bruno Génésio ne se disent pas vaincus et se remettent à l'attaque mais butent de nouveau sur Lecomte, principal artisan de la victoire lorientaise. Ce succès surprise 1 à 0 fait grimper le club morbihannais de la dernière à la 17e place, celle de premier non-relégable.
Pour leur premier match d'octobre, le FCL affronte le club en forme de ce début de saison, leader invaincu du championnat de Ligue 1, l'OGC Nice. Cette rencontre s'annonce déséquilibrée et les Merlus doivent montrer un visage convaincant s'ils veulent éviter la zone de relégation. Les Niçois vont trouver l'ouverture dès la 11e minute sur un tir de Ricardo Pereira que Lecomte ne parvient pas à contrer suffisamment. La première période se révèle être assez terne et les occasions sont peu nombreuses. Les Lorientais reviennent des vestiaires avec davantage de volonté de jouer que leurs adversaires et sont logiquement récompensés à la 61e minute à la suite d'une belle action collective conclue par Moukandjo. Ces derniers sont tout près de mener après une reprise de volée de Mohamed Mara déviée par Seri qui se dépose sur la barre transversale niçoise. Mais les espoirs lorientais sont anéantis lorsque Mario Balotelli inscrit le but de la victoire du club maralpin d'une frappe enroulée en pleine lucarne à cinq minutes du terme de la rencontre. Un dernier fait vient animer la fin de match : l'exclusion de Balotelli à la suite d'une petite altercation avec Moreira. Cette décision disproportionnée de l'arbitre Olivier Thual sera par la suite désavouée par la LFP, qui annulera le carton rouge de l'Italien. Le FC Lorient s'inclinent 2 à 1 et n'est donc pas récompensé de ses efforts, replongeant à la 19e place.

#### Journées 9 à 12 - Lorient en danger, Ripoll limogé, Haise assure l'intérim

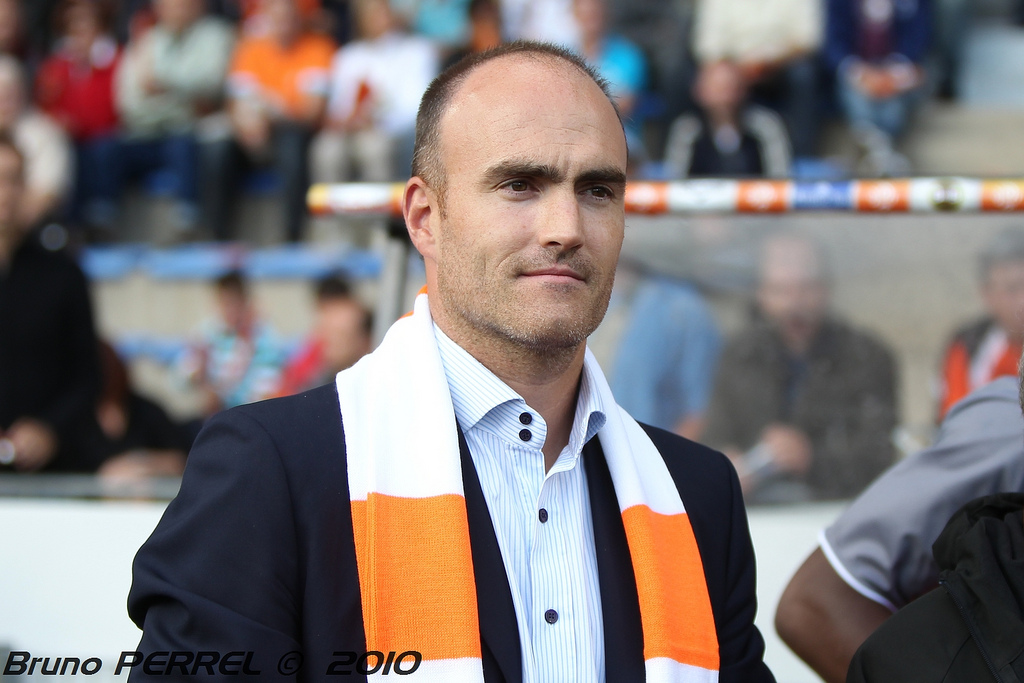
Loïc Féry, contraint à la suite de la 9e journée de Ligue 1 de licencier Sylvain Ripoll, personnage emblématique du FC Lorient, en raison de résultats trop insuffisants.

#### Journées 13 à 19 - Bernard Casoni arrive, les points aussi

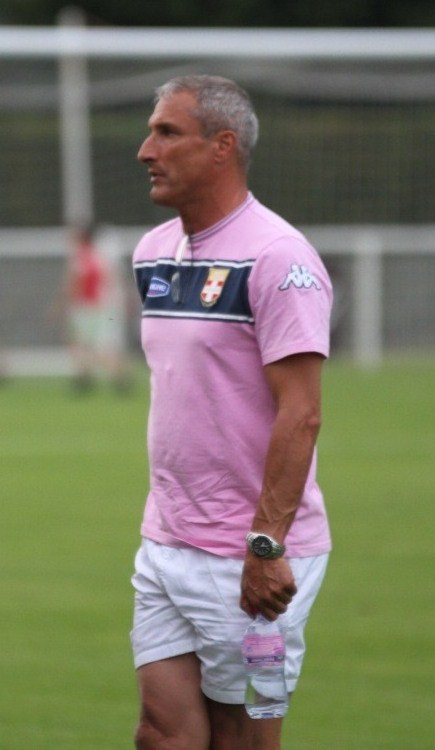
Après des passages remarqués à l'Évian TG et d'autres décevants à l'Olympique de Marseille ou au Valenciennes FC, Bernard Casoni est officiellement nommé entraîneur du FCL le 8 novembre 2016 en remplacement de Sylvain Ripoll.

#### Journées 25 à 29 - Terrible série noire

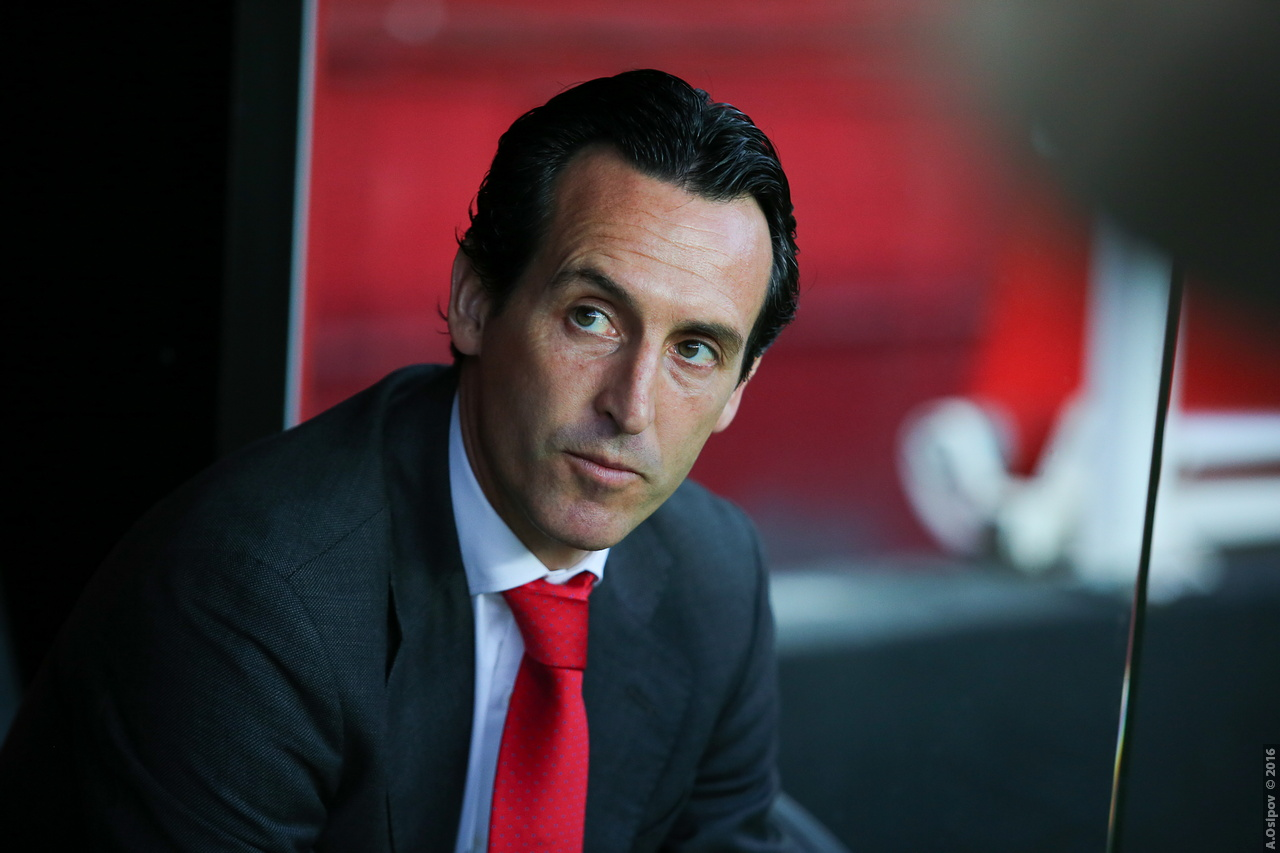
Le Paris SG, entraînée par Unai Emery, a infligé aux Merlus lors de la 29^{e} journée leur 5^{e} défaite consécutive en Ligue 1, la 6^{e} toutes compétitions confondues. Les hommes de Bernard Casoni se dirigent tout droit vers la Ligue 2...

#### Barrage de relégation - Lorient bute sur Troyes et descend en Ligue 2
Le match de barrage de relégation entre le dix-huitième de Ligue 1 et le troisième de Ligue 2 prend place le jeudi 25 mai et le dimanche 28 mai. Au terme de cette double confrontation, le FC Lorient est relégué en Ligue 2 après onze saisons consécutives passées en Ligue 1. L'ES Troyes AC est pour sa part promu en Ligue 1 pour la saison 2017-2018.
| Match aller             | ES Troyes AC (L2)         | 2 - 1   | (L1) FC Lorient |                                                                                          |                                                                                          |
| Jeudi 25 mai 2017 20h45 | Darbion 37e · Nivet 90+1e | (1 - 0) | 82e Waris       | Stade de l'Aube, Troyes Diffuseur : Canal+ Sport, beIN Sports 1 Arbitrage : Ruddy Buquet | Stade de l'Aube, Troyes Diffuseur : Canal+ Sport, beIN Sports 1 Arbitrage : Ruddy Buquet |
| Jeudi 25 mai 2017 20h45 | Rapport                   |         |                 | Stade de l'Aube, Troyes Diffuseur : Canal+ Sport, beIN Sports 1 Arbitrage : Ruddy Buquet | Stade de l'Aube, Troyes Diffuseur : Canal+ Sport, beIN Sports 1 Arbitrage : Ruddy Buquet |

| Match retour               | FC Lorient (L1) | 0 - 0   | (L2) ES Troyes AC |                                                                                               |                                                                                               |
| Dimanche 28 mai 2017 21h00 |                 | (0 - 0) |                   | Stade du Moustoir, Lorient Diffuseur : Canal+ Sport, beIN Sports 1 Arbitrage : Clément Turpin | Stade du Moustoir, Lorient Diffuseur : Canal+ Sport, beIN Sports 1 Arbitrage : Clément Turpin |
| Dimanche 28 mai 2017 21h00 | Rapport         |         |                   | Stade du Moustoir, Lorient Diffuseur : Canal+ Sport, beIN Sports 1 Arbitrage : Clément Turpin | Stade du Moustoir, Lorient Diffuseur : Canal+ Sport, beIN Sports 1 Arbitrage : Clément Turpin |

### Statistiques Ligue 1

#### Classements

##### Général
| Rang | Équipe              | Pts | J  | G  | N  | P  | Bp | Bc | Diff | Qualification ou relégation            |
| ---- | ------------------- | --- | -- | -- | -- | -- | -- | -- | ---- | -------------------------------------- |
| 16   | Dijon FCO P         | 37  | 38 | 8  | 13 | 17 | 46 | 58 | −12  |                                        |
| 17   | SM Caen             | 37  | 38 | 10 | 7  | 21 | 36 | 65 | −29  |                                        |
| 18   | FC Lorient          | 36  | 38 | 10 | 6  | 22 | 44 | 70 | −26  | Participation au barrage de relégation |
| 19   | AS Nancy-Lorraine P | 35  | 38 | 9  | 8  | 21 | 29 | 52 | −23  | Relégation en Ligue 2                  |
| 20   | SC Bastia           | 34  | 38 | 8  | 10 | 20 | 29 | 54 | −25  | Rétrogradation en National 3           |

##### Domicile et extérieur
Source :  et 
| Rang | Équipe            | Pts | J  | G | N | P  | Bp | Bc | Diff |
| ---- | ----------------- | --- | -- | - | - | -- | -- | -- | ---- |
| 11   | Montpellier HSC   | 29  | 19 | 8 | 5 | 6  | 28 | 22 | +6   |
| 12   | Angers SCO        | 29  | 19 | 8 | 5 | 6  | 23 | 17 | +6   |
| 13   | FC Nantes         | 28  | 19 | 8 | 4 | 7  | 19 | 24 | -5   |
| 14   | FC Metz           | 28  | 19 | 7 | 7 | 5  | 27 | 34 | -7   |
| 15   | Dijon FCO         | 27  | 19 | 7 | 6 | 6  | 27 | 21 | +6   |
| 16   | FC Lorient        | 25  | 19 | 7 | 4 | 8  | 25 | 29 | -4   |
| 17   | SC Bastia         | 24  | 19 | 5 | 9 | 5  | 17 | 14 | +3   |
| 18   | Lille OSC         | 24  | 19 | 7 | 3 | 9  | 24 | 24 | 0    |
| 19   | AS Nancy-Lorraine | 24  | 19 | 7 | 3 | 9  | 21 | 23 | -2   |
| 20   | SM Caen           | 23  | 19 | 7 | 2 | 10 | 21 | 37 | -16  |

| Rang | Équipe            | Pts | J  | G | N | P  | Bp | Bc | Diff |
| ---- | ----------------- | --- | -- | - | - | -- | -- | -- | ---- |
| 11   | FC Metz           | 15  | 19 | 4 | 3 | 12 | 12 | 38 | -26  |
| 12   | SM Caen           | 14  | 19 | 3 | 5 | 11 | 15 | 28 | -13  |
| 13   | Toulouse FC       | 14  | 19 | 2 | 8 | 9  | 9  | 23 | -14  |
| 14   | Stade rennais FC  | 14  | 19 | 2 | 8 | 9  | 10 | 27 | -17  |
| 15   | AS Nancy-Lorraine | 11  | 19 | 2 | 5 | 12 | 8  | 29 | -21  |
| 16   | FC Lorient        | 11  | 19 | 3 | 2 | 14 | 19 | 41 | -22  |
| 17   | EA Guingamp       | 11  | 19 | 2 | 5 | 12 | 18 | 40 | -22  |
| 18   | Dijon FCO         | 10  | 19 | 1 | 7 | 11 | 19 | 37 | -18  |
| 19   | Montpellier HSC   | 10  | 19 | 2 | 4 | 13 | 20 | 44 | -24  |
| 20   | SC Bastia         | 10  | 19 | 3 | 1 | 15 | 12 | 40 | -28  |

##### Fair play
Le classement du fair-play s'établit de la manière suivante :
- Si l'équipe obtient un carton jaune, elle reçoit 1 point.
- Si l'équipe obtient un carton rouge, elle reçoit 3 points.

Le but de ce classement est d'avoir le moins de points à la fin de la saison.
Source : 
Après la 38e journée :
| Rang | Club                  | Points | Cartons jaunes | Cartons rouges |
| 12   | Olympique lyonnais    | 76     | 61             | 5              |
| 13   | Girondins de Bordeaux | 80     | 65             | 5              |
| 14   | FC Lorient            | 81     | 66             | 5              |
| 15   | FC Nantes             | 86     | 77             | 3              |
| 16   | Dijon FCO             | 86     | 68             | 6              |

##### Championnat de France des tribunesde Ligue 1
Source : 
Après la 38e journée :
| Rang | Club participant       | Points | Ambiance et Animation | Fidélité | Engagement sur les réseaux sociaux | Animations hors stade |
| 6    | Angers SCO             | 219    | 100                   | 56       | 18                                 | 45                    |
| 7    | OGC Nice               | 211    | 103                   | 45       | 0                                  | 63                    |
| 8    | FC Lorient             | 195    | 70                    | 56       | 1                                  | 68                    |
| 9    | Paris Saint-Germain FC | 187    | 75                    | 112      | 0                                  | 0                     |
| 10   | Olympique de Marseille | 179    | 82                    | 44       | 12                                 | 41                    |

##### Championnat de France des pelouses de Ligue 1
Le FC Lorient participe de nouveau au Championnat de France des pelouses, une première depuis 2010 et l'instauration de sa pelouse synthétique. Le club concourt avec sa nouvelle pelouse hybride mise en place au stade Yves-Allainmat durant l'intersaison.
Ce championnat n'inclut pas le club de l'AS Nancy-Lorraine, le stade Marcel-Picot étant équipé d'une pelouse artificielle.
Source : 
Après la 38e journée :
| Rang | Club participant   | Moyenne |
| 1    | Paris SG           | 19,1    |
| 2    | FC Lorient         | 17,5    |
| 3    | EA Guingamp        | 17,2    |
| 4    | Angers SCO         | 17,1    |
| 5    | Olympique lyonnais | 16,5    |

#### Résultats par journée

##### Résultats, points et classement
| Journée  | 1   | 2   | 3   | 4   | 5   | 6   | 7   | 8   | 9   | 10  | 11  | 12  | 13  | 14  | 15  | 16  | 17  | 18  | 19  |
| -------- | --- | --- | --- | --- | --- | --- | --- | --- | --- | --- | --- | --- | --- | --- | --- | --- | --- | --- | --- |
| Terrain  | E   | D   | E   | D   | D   | E   | D   | E   | D   | E   | D   | E   | D   | E   | D   | E   | E   | D   | E   |
| Résultat | D   | D   | D   | D   | V   | D   | V   | D   | D   | D   | N   | D   | D   | N   | V   | N   | D   | V   | D   |
| Points   | 0   | 0   | 0   | 0   | 3   | 3   | 6   | 6   | 6   | 6   | 7   | 7   | 7   | 8   | 11  | 12  | 12  | 15  | 15  |
| Place    | 15e | 19e | 19e | 20e | 20e | 20e | 17e | 19e | 19e | 20e | 20e | 20e | 20e | 20e | 20e | 20e | 20e | 20e | 20e |

| Journée  | 20  | 21  | 22  | 23  | 24  | 25  | 26  | 27  | 28  | 29  | 30  | 31  | 32  | 33  | 34  | 35  | 36  | 37  | 38  |
| -------- | --- | --- | --- | --- | --- | --- | --- | --- | --- | --- | --- | --- | --- | --- | --- | --- | --- | --- | --- |
| Terrain  | D   | E   | D   | E   | D   | E   | D   | E   | D   | D   | E   | D   | E   | E   | D   | E   | D   | E   | D   |
| Résultat | V   | D   | D   | V   | N   | D   | D   | D   | D   | D   | V   | V   | V   | D   | V   | D   | N   | D   | N   |
| Points   | 18  | 18  | 18  | 21  | 22  | 22  | 22  | 22  | 22  | 22  | 25  | 28  | 31  | 31  | 34  | 34  | 35  | 35  | 36  |
| Place    | 20e | 20e | 20e | 20e | 20e | 20e | 20e | 20e | 20e | 20e | 20e | 19e | 18e | 18e | 16e | 16e | 17e | 18e | 18e |

Terrain : D = Domicile ; E = Extérieur.
Résultat : D = Défaite ; N = Nul ; V = Victoire.

##### Évolution au classement
| J   | 01 | 02 | 03 | 04 | 05 | 06 | 07 | 08 | 09 | 10 | 11 | 12 | 13 | 14 | 15 | 16 | 17 | 18 | 19 | 20 | 21 | 22 | 23 | 24 | 25 | 26 | 27 | 28 | 29 | 30 | 31 | 32 | 33 | 34 | 35 | 36 | 37 | 38 |
| 1er |    |    |    |    |    |    |    |    |    |    |    |    |    |    |    |    |    |    |    |    |    |    |    |    |    |    |    |    |    |    |    |    |    |    |    |    |    |    |
| 2e  |    |    |    |    |    |    |    |    |    |    |    |    |    |    |    |    |    |    |    |    |    |    |    |    |    |    |    |    |    |    |    |    |    |    |    |    |    |    |
| 3e  |    |    |    |    |    |    |    |    |    |    |    |    |    |    |    |    |    |    |    |    |    |    |    |    |    |    |    |    |    |    |    |    |    |    |    |    |    |    |
| 4e  |    |    |    |    |    |    |    |    |    |    |    |    |    |    |    |    |    |    |    |    |    |    |    |    |    |    |    |    |    |    |    |    |    |    |    |    |    |    |
| 5e  |    |    |    |    |    |    |    |    |    |    |    |    |    |    |    |    |    |    |    |    |    |    |    |    |    |    |    |    |    |    |    |    |    |    |    |    |    |    |
| 6e  |    |    |    |    |    |    |    |    |    |    |    |    |    |    |    |    |    |    |    |    |    |    |    |    |    |    |    |    |    |    |    |    |    |    |    |    |    |    |
| 7e  |    |    |    |    |    |    |    |    |    |    |    |    |    |    |    |    |    |    |    |    |    |    |    |    |    |    |    |    |    |    |    |    |    |    |    |    |    |    |
| 8e  |    |    |    |    |    |    |    |    |    |    |    |    |    |    |    |    |    |    |    |    |    |    |    |    |    |    |    |    |    |    |    |    |    |    |    |    |    |    |
| 9e  |    |    |    |    |    |    |    |    |    |    |    |    |    |    |    |    |    |    |    |    |    |    |    |    |    |    |    |    |    |    |    |    |    |    |    |    |    |    |
| 10e |    |    |    |    |    |    |    |    |    |    |    |    |    |    |    |    |    |    |    |    |    |    |    |    |    |    |    |    |    |    |    |    |    |    |    |    |    |    |
| 11e |    |    |    |    |    |    |    |    |    |    |    |    |    |    |    |    |    |    |    |    |    |    |    |    |    |    |    |    |    |    |    |    |    |    |    |    |    |    |
| 12e |    |    |    |    |    |    |    |    |    |    |    |    |    |    |    |    |    |    |    |    |    |    |    |    |    |    |    |    |    |    |    |    |    |    |    |    |    |    |
| 13e |    |    |    |    |    |    |    |    |    |    |    |    |    |    |    |    |    |    |    |    |    |    |    |    |    |    |    |    |    |    |    |    |    |    |    |    |    |    |
| 14e |    |    |    |    |    |    |    |    |    |    |    |    |    |    |    |    |    |    |    |    |    |    |    |    |    |    |    |    |    |    |    |    |    |    |    |    |    |    |
| 15e | ●  |    |    |    |    |    |    |    |    |    |    |    |    |    |    |    |    |    |    |    |    |    |    |    |    |    |    |    |    |    |    |    |    |    |    |    |    |    |
| 16e |    |    |    |    |    |    |    |    |    |    |    |    |    |    |    |    |    |    |    |    |    |    |    |    |    |    |    |    |    |    |    |    |    | ↑  | →  |    |    |    |
| 17e |    |    |    |    |    |    | ↑  |    |    |    |    |    |    |    |    |    |    |    |    |    |    |    |    |    |    |    |    |    |    |    |    |    |    |    |    | ↓  |    |    |
| 18e |    |    |    |    |    |    |    |    |    |    |    |    |    |    |    |    |    |    |    |    |    |    |    |    |    |    |    |    |    |    |    | ↑  | →  |    |    |    | ↓  | →  |
| 19e |    | ↓  | →  |    |    |    |    | ↓  | →  |    |    |    |    |    |    |    |    |    |    |    |    |    |    |    |    |    |    |    |    |    | ↑  |    |    |    |    |    |    |    |
| 20e |    |    |    | ↓  | →  | →  |    |    |    | ↓  | →  | →  | →  | →  | →  | →  | →  | →  | →  | →  | →  | →  | →  | →  | →  | →  | →  | →  | →  | →  |    |    |    |    |    |    |    |    |

#### Bilan par adversaires
| Rang | Équipe                 | Pts | J | G | N | P | Bp | Bc | Diff |
| ---- | ---------------------- | --- | - | - | - | - | -- | -- | ---- |
| 1    | Olympique lyonnais     | 6   | 2 | 2 | 0 | 0 | 5  | 1  | +4   |
| 2    | Lille OSC              | 6   | 2 | 2 | 0 | 0 | 2  | 0  | +2   |
| 3    | FC Metz                | 4   | 2 | 1 | 1 | 0 | 8  | 4  | +4   |
| 4    | En Avant de Guingamp   | 3   | 2 | 1 | 0 | 1 | 3  | 2  | +1   |
| 5    | SM Caen                | 3   | 2 | 1 | 0 | 1 | 3  | 3  | 0    |
| 6    | Stade rennais FC       | 3   | 2 | 1 | 0 | 1 | 2  | 2  | 0    |
| 7    | AS Nancy-Lorraine      | 3   | 2 | 1 | 0 | 1 | 3  | 4  | -1   |
| 8    | AS Saint-Étienne       | 3   | 2 | 1 | 0 | 1 | 2  | 5  | -3   |
| 9    | Angers SCO             | 2   | 2 | 0 | 2 | 0 | 3  | 3  | 0    |
| 10   | Toulouse FC            | 1   | 2 | 0 | 1 | 1 | 3  | 4  | -1   |
| 11   | Girondins de Bordeaux  | 1   | 2 | 0 | 1 | 1 | 2  | 3  | -1   |
| 12   | Montpellier HSC        | 1   | 2 | 0 | 1 | 1 | 2  | 4  | -2   |
| 13   | Dijon FCO              | 0   | 2 | 0 | 0 | 2 | 2  | 4  | -2   |
| 14   | OGC Nice               | 0   | 2 | 0 | 0 | 2 | 1  | 3  | -2   |
| 14   | FC Nantes              | 0   | 2 | 0 | 0 | 2 | 1  | 3  | -2   |
| 16   | Olympique de Marseille | 0   | 2 | 0 | 0 | 2 | 1  | 6  | -5   |
| 17   | SC Bastia              | 0   | 2 | 0 | 0 | 2 | 0  | 5  | -5   |
| 18   | Paris SG               | 0   | 2 | 0 | 0 | 2 | 1  | 7  | -6   |
| 19   | AS Monaco              | 0   | 2 | 0 | 0 | 2 | 0  | 7  | -7   |

## Coupes

### Coupe de la Ligue 2016-2017
Pour leur entrée dans la compétition, les Merlus défient le Stade rennais au Roazhon Park. Les Lorientais, qui disputent leur premier match sous la direction de Franck Haise à la suite du limogeage de Sylvain Ripoll quelques jours auparavant, se présentent avec des jeunes joueurs inexpérimentés comme Issam Ben Khemis, Bradley Mazikou ou encore Paul Delecroix qui dispute son premier match pour le FCL dans un contexte compliqué. Les Merlus voient les Rennais ouvrir le score par leur ailier Brésilien Pedro Henrique quelques minutes après une occasion gâchée par Maxime Barthelmé. À la mi-temps, ce sont les Rennais qui mènent à la marque et ce malgré quelques occasions ratées des Lorientais. Un quart d'heure après le retour des vestiaires, Saïd permet aux Rennais de faire le break mais, à cinq minutes de la fin, Moryké Fofana obtient un pénalty transformé par Majeed Waris. Wesley Lautoa égalise finalement à la 90+2e minute grâce à un lob. Mais tout à la fin du temps additionnel, Henrique va donner la victoire au Rennais. Les Merlus sont donc éliminés dès leur entrée dans la compétition.

## Affluences

### Plus grosses affluences de la saison au Stade Yves Allainmat / du Moustoir
| Rang | Adversaire             | Journée | Date       | Affluence |
| 1    | Girondins de Bordeaux  | J38     | 20/05/2017 | 15 884    |
| 2    | Angers SCO             | J36     | 06/05/2017 | 15 563    |
| 3    | SM Caen                | J31     | 02/04/2017 | 14 149    |
| 4    | FC Metz                | J34     | 22/04/2017 | 14 114    |
| 5    | Olympique de Marseille | J28     | 05/03/2017 | 13 757    |

### Plus faibles affluences de la saison au Stade Yves Allainmat / du Moustoir
| Rang | Match             | Journée | Date       | Affluence |
| 1    | AS Nancy-Lorraine | J4      | 10/09/2016 | 8 667     |
| 2    | Lille OSC         | J5      | 17/09/2016 | 8 917     |
| 3    | AS Monaco         | J13     | 18/11/2016 | 9 570     |

### Affluences match par match
Ce graphique représente le nombre de spectateurs (en milliers) lors de chaque rencontre à domicile du FC Lorient.
Total de 228 089 spectateurs en 19 matchs à domicile (12 005/match).
Total de 228 089 spectateurs en 19 matchs à domicile (12 005/match) en Ligue 1.
Total de 0 spectateurs en 0 match à domicile (0/match) en Coupe de France.
Total de 0 spectateurs en 0 match à domicile (0/match) en Coupe de la Ligue.

## Statistiques diverses

### Meilleurs buteurs
- Ligue 1 : Benjamin Moukandjo (13 buts)
- Coupe de la Ligue :
- Coupe de France :

### Meilleurs passeurs
- Ligue 1 : Sylvain Marveaux (6 passes décisives)
- Coupe de la Ligue :
- Coupe de France :

### Buts

#### En Ligue 1
- Nombre de buts marqués  : 44
- Premier but de la saison : Benjamin Moukandjo (1re journée)
- Premier penalty : Benjamin Moukandjo (1re journée)
- Premier doublé : Benjamin Moukandjo (1re journée)
- But le plus rapide d'une rencontre : Benjamin Moukandjo (5e minute de la 1re journée)
- But le plus tardif d'une rencontre : Arnold Mvuemba (90+4e minute de la 30e journée)
- Plus grande marge de victoire à domicile : 5-1
- Plus grande marge de victoire à l'extérieur : 1-4
- Plus grand nombre de buts marqués : 5
- Plus grand nombre de buts marqués en une mi-temps : 4

### Discipline

#### En Ligue 1
- Nombre de cartons jaunes : 63
- Nombre de cartons rouges : 5
- Joueur ayant obtenu le plus de cartons jaunes  :
- Premier carton jaune : Vincent Le Goff (1re journée)
- Premier carton rouge : Zargo Touré (1re journée)
- Carton jaune le plus rapide :
- Carton jaune le plus tardif :
- Carton rouge le plus rapide : Zargo Touré (26e minute de la 1re journée)
- Carton rouge le plus tardif : Benjamin Jeannot (77e minute de la 2e journée)
- Plus grand nombre de cartons jaunes dans un match : 4
- Plus grand nombre de cartons rouges dans un match : 2

#### En Coupe de la Ligue
- Nombre de cartons jaunes : 0
- Nombre de cartons rouges : 0

#### En Coupe de France
- Nombre de cartons jaunes : 0
- Nombre de cartons rouges : 0

### Temps de jeu

#### Toutes compétitions confondues
- Joueur ayant le plus joué :
- Joueur de champ ayant le plus joué :

#### En Ligue 1
- Joueur ayant le plus joué :
- Joueur de champ ayant le plus joué :

#### En Coupe de la Ligue
- Joueurs ayant le plus joué :

## Équipe réserve et jeunes

### Équipe réserve
L'équipe réserve du FC Lorient sert de tremplin vers le groupe professionnel pour les jeunes du centre de formation ainsi que de recours pour les joueurs de retour de blessure ou en manque de temps de jeu. Elle est entraînée par Régis Le Bris.
Pour la saison 2015-2016, elle évolue de nouveau dans le groupe D du championnat de France amateur, soit le quatrième niveau de la hiérarchie du football en France.